# Локовина
Локовина (словен. Lokovina) — поселення в общині Добрна, Савинський регіон, Словенія. Висота над рівнем моря: 433,7 м. 